# Ueckerstraße 103 (Ueckermünde)

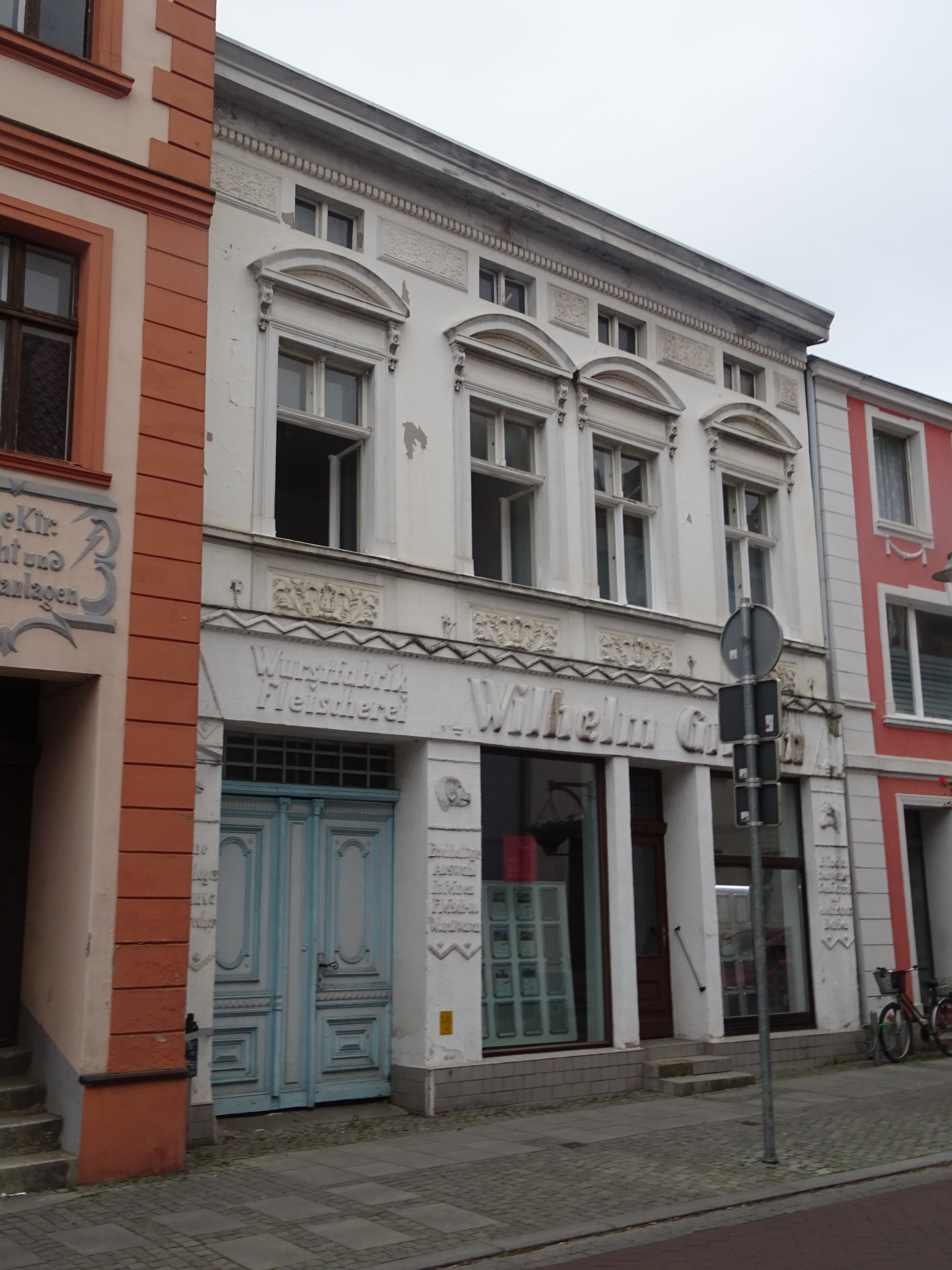

Das Wohn- und Geschäftshaus Ueckerstraße 103 in Ueckermünde (Mecklenburg-Vorpommern) stammt aus dem späten 19. Jahrhundert. 
Das Gebäude steht unter Denkmalschutz.

## Geschichte
Das zweigeschossige historisierende verputzte Gebäude im Stil des Neoklassizismus mit einem Mezzaningeschoss stammt aus der Gründerzeit. Gebaut wurde es für die Alte Schlachterei von Wilhelm Grimm. Heute (2021) ist in dem sanierten Haus ein Fotostudio mit Galerie untergebracht.

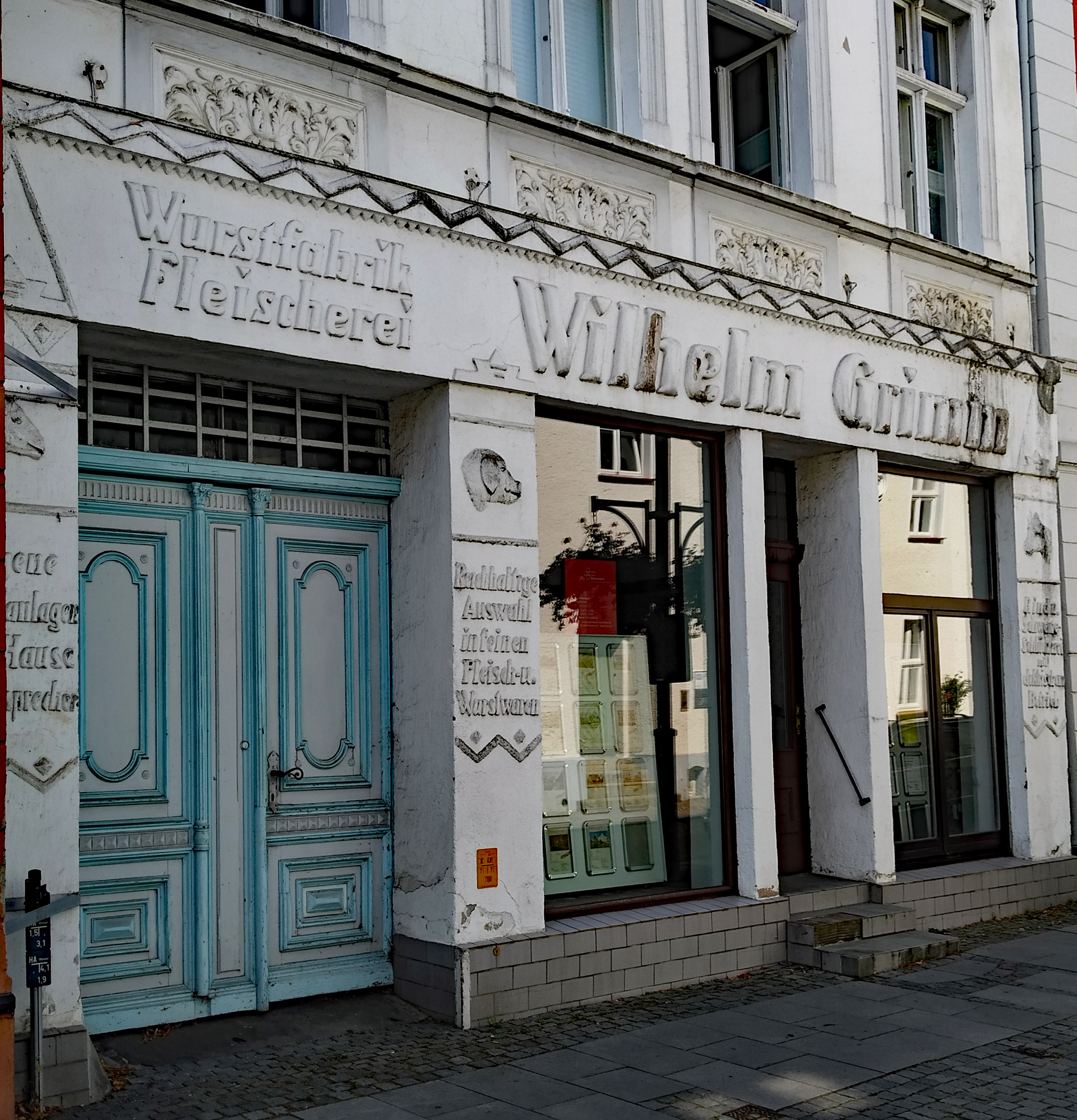
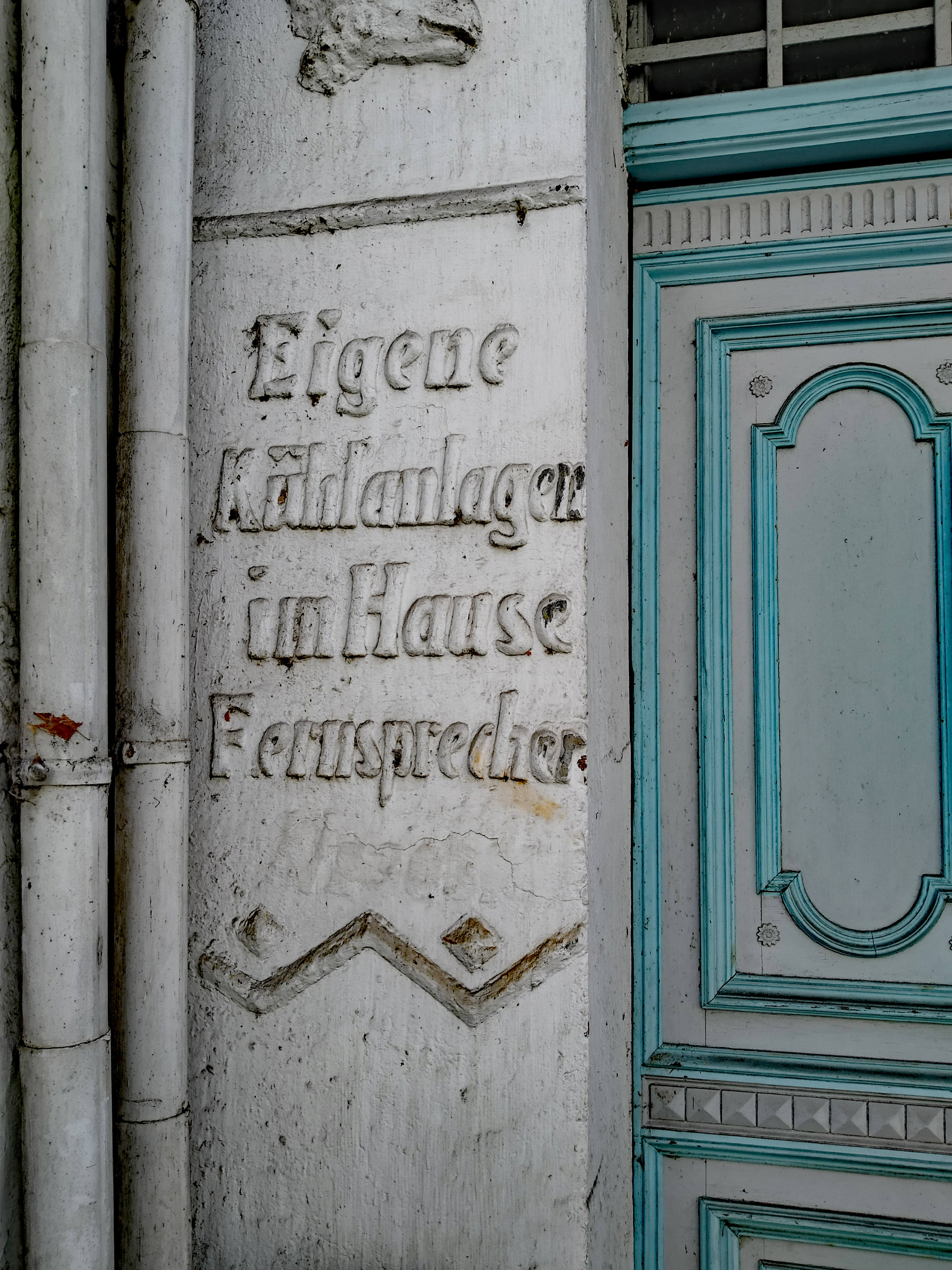